# NGC 6650
NGC 6650 is een compact sterrenstelsel in het sterrenbeeld Draak. Het hemelobject werd op 11 september 1883 ontdekt door de Amerikaanse astronoom Lewis A. Swift.

## Synoniemen
- ZWG 322.43
- 7ZW 794
- NPM1G +67.0164
- PGC 61857